# UFC Fight Night: Belfort vs. Gastelum
UFC Fight Night: Belfort vs. Gastelum（ユーエフシー・ファイトナイト：ベウフォート・バーサス・ガステラム、別名UFC Fight Night 106）は、アメリカ合衆国の総合格闘技団体「UFC」の大会の一つ。2017年3月11日、ブラジル・セアラー州フォルタレザのセントロ・ジ・フォルマサォン・オリンピカ・ド・ノルジスチで開催された。

## 大会概要
本大会ではビクトー・ベウフォートとケルヴィン・ガステラムによるミドル級戦が組まれた。
キャリア8戦全勝のパウロ・コスタがUFCデビュー。

## 試合結果

### アーリープレリム
第1試合 ミドル級 5分3R
○  パウロ・コスタ vs.  ガレス・マクレラン ×
1R 1:17 TKO（）
第2試合 フェザー級 5分3R
○  ジェレミー・ケネディ vs.  ホニー・ジェイソン ×
3R終了 判定3-0（29-28、29-28、29-27）

### プレリミナリーカード
第3試合 ライト級 5分3R
○  ミシェウ・プラゼレス vs.  ジョシュ・バークマン ×
1R 1:41 ノースサウスチョーク
第4試合 バンタム級 5分3R
○  ジョー・ソト vs.  ハニ・ヤヒーラ ×
3R終了 判定3-0（29-28、29-27、29-27）
第5試合 ウェルター級 5分3R
○  セルジオ・モラエス vs.  ダビ・ラモス ×
3R終了 判定3-0（30-27、30-27、30-27）
第6試合 ライト級 5分3R
○  ケビン・リー vs.  フランシスコ・トリナウド ×
2R 3:12 リアネイキッドチョーク

### メインカード
第7試合 ウェルター級約 5分3R
○  アレックス・オリベイラ vs.  ティム・ミーンズ ×
2R 2:38 リアネイキッドチョーク
第8試合 女子バンタム級 5分3R
△  マリオン・レノー vs.  ベチ・コヘイア △
3R終了 判定1-0（29-27、28-28、28-28）
第9試合 フライ級 5分3R
○  レイ・ボーグ vs.  ジュシー・フォルミーガ ×
3R終了 判定3-0（29-28、29-28、29-28）
第10試合 ライト級 5分3R
○  エジソン・バルボーザ vs.  ベニール・ダリウシュ ×
2R 3:35 KO（右跳び膝蹴り）
第11試合 ライトヘビー級 5分3R
○  マウリシオ・ショーグン vs.  ジアン・ヴィランテ ×
3R 0:59 TKO（スタンドパンチ連打）
第12試合 ミドル級 5分5R
－  ケルヴィン・ガステラム vs.  ビクトー・ベウフォート －
1R 3:52 TKO（左ストレート）
※ガステラムの薬物検査失格によりノーコンテスト。

### 各賞
ファイト・オブ・ザ・ナイト： 該当試合なし
パフォーマンス・オブ・ザ・ナイト： ケルヴィン・ガステラム、エジソン・バルボーザ、ミシェウ・プラゼレス、パウロ・コスタ
各選手にはボーナスとして5万ドルが授与された。

### カード変更
負傷などによるカードの変更は以下の通り。